# Euthalia atys
Euthalia atys är en fjärilsart som beskrevs av Hans Fruhstorfer 1907. Euthalia atys ingår i släktet Euthalia och familjen praktfjärilar. Inga underarter finns listade i Catalogue of Life.